# Paul Bissonnette
Pour les articles homonymes, voir Bissonnette.
Paul Albert Bissonnette (né le 11 mars 1985 à Welland dans la province de l'Ontario au Canada) est un joueur professionnel retraité de hockey sur glace.

## Carrière
Paul Bissonnette entreprend sa carrière junior en 2001-2002, sous les couleurs des Centennials de North Bay. En avril 2003, il remporte la médaille d'or avec l'équipe du Canada moins de 18 ans au championnat du monde. L'année suivante, il suit la franchise qui change de ville et devient le Spirit de Saginaw. Il participe avec l'équipe LHO au Défi ADT Canada-Russie en 2003. Au cours de l'été 2003, il est choisi par les Penguins de Pittsburgh en quatrième ronde, 121e joueur choisi et cinquième par les Penguins - ces derniers ayant choisi en premier Marc-André Fleury.
Au jeune âge de 17 ans, il continue de jouer dans l'OHL et devient le nouveau capitaine de l'équipe du Spirit et y entreprend également la saison 2004-2005 avant de rejoindre, en cours de saison, l'Attack d'Owen Sound. Il signe son premier contrat professionnel avec les Penguins en 2005 mais ne rejoint pas pour autant les rangs de la LNH. Il est affecté aux équipes mineures affiliées aux Penguins : les Nailers de Wheeling de l'ECHL et les Penguins de Wilkes-Barre/Scranton de la Ligue américaine de hockey.
Au cours des trois saisons suivantes, Paul Bissonnette partagera son temps de jeu entre les deux équipes. À la fin de la saison 2006-2007, jouée presque entièrement dans l'ECHL, il se présente au camp d'entraînement des Penguins de la LNH, mais Ray Shero lui dit alors que non seulement l'équipe ne compte-t-elle pas sur lui, mais que les dirigeants ne veulent pas de lui non plus dans la LAH, en raison de son comportement sur la patinoire. Il prend alors la décision de rentrer dans sa ville natale pour réfléchir en attendant une affectation ou un échange. Au bout de cinq semaines, il revient s'expliquer avec Ray Shero et lui demande alors de pouvoir faire ses preuves dans l'ECHL. Les Penguins acceptent, à la condition qu'il change de style de jeu.
Finalement, il passe la majeure partie de la saison dans la LAH et début 2008-2009, il intègre l'effectif des Penguins dans la LNH. Dès son premier match devant le public des Penguins, au Mellon Arena, il livre son premier combat dans la LNH. Paul Bissonnette a également évolué avec les Coyotes de Phoenix.

## Statistiques

### En club
| Saison     | Équipe                            | Ligue      |     | Saison régulière | Saison régulière | Saison régulière | Saison régulière | Saison régulière |   | Séries éliminatoires | Séries éliminatoires | Séries éliminatoires | Séries éliminatoires | Séries éliminatoires |
| Saison     | Équipe                            | Ligue      | PJ  | B                | A                | Pts              | Pun              | PJ               | B | A                    | Pts                  | Pun                  |                      |                      |
| 2001-2002  | Centennials de North Bay          | LHO        | 57  | 3                | 3                | 6                | 21               | 5                | 0 | 0                    | 0                    | 2                    |                      |                      |
| 2002-2003  | Spirit de Saginaw                 | LHO        | 67  | 7                | 16               | 23               | 57               | -                | - | -                    | -                    | -                    |                      |                      |
| 2003-2004  | Spirit de Saginaw                 | LHO        | 67  | 5                | 14               | 19               | 96               | -                | - | -                    | -                    | -                    |                      |                      |
| 2004-2005  | Spirit de Saginaw                 | LHO        | 28  | 1                | 6                | 7                | 46               | -                | - | -                    | -                    | -                    |                      |                      |
| 2004-2005  | Attack d'Owen Sound               | LHO        | 35  | 2                | 11               | 13               | 46               | 8                | 1 | 3                    | 4                    | 2                    |                      |                      |
| 2005-2006  | Nailers de Wheeling               | ECHL       | 14  | 3                | 7                | 10               | 4                | -                | - | -                    | -                    | -                    |                      |                      |
| 2005-2006  | Penguins de Wilkes-Barre/Scranton | LAH        | 55  | 1                | 5                | 6                | 60               | 11               | 0 | 1                    | 1                    | 4                    |                      |                      |
| 2006-2007  | Nailers de Wheeling               | ECHL       | 65  | 10               | 32               | 42               | 115              | -                | - | -                    | -                    | -                    |                      |                      |
| 2006-2007  | Penguins de Wilkes-Barre/Scranton | LAH        | 3   | 0                | 0                | 0                | 6                | -                | - | -                    | -                    | -                    |                      |                      |
| 2007-2008  | Nailers de Wheeling               | ECHL       | 22  | 3                | 14               | 17               | 43               | -                | - | -                    | -                    | -                    |                      |                      |
| 2007-2008  | Penguins de Wilkes-Barre/Scranton | LAH        | 46  | 3                | 5                | 8                | 145              | 7                | 0 | 0                    | 0                    | 11                   |                      |                      |
| 2008-2009  | Penguins de Pittsburgh            | LNH        | 15  | 0                | 1                | 1                | 22               | -                | - | -                    | -                    | -                    |                      |                      |
| 2008-2009  | Penguins de Wilkes-Barre/Scranton | LAH        | 57  | 9                | 7                | 16               | 176              | 8                | 0 | 2                    | 2                    | 9                    |                      |                      |
| 2009-2010  | Coyotes de Phoenix                | LNH        | 41  | 3                | 2                | 5                | 117              | -                | - | -                    | -                    | -                    |                      |                      |
| 2010-2011  | Coyotes de Phoenix                | LNH        | 48  | 1                | 0                | 1                | 71               | 1                | 0 | 0                    | 0                    | 0                    |                      |                      |
| 2011-2012  | Coyotes de Phoenix                | LNH        | 31  | 1                | 0                | 1                | 41               | 3                | 0 | 0                    | 0                    | 15                   |                      |                      |
| 2012-2013  | Cardiff Devils                    | EIHL       | 11  | 6                | 15               | 21               | 8                | -                | - | -                    | -                    | -                    |                      |                      |
| 2012-2013  | Coyotes de Phoenix                | LNH        | 28  | 0                | 6                | 6                | 36               | -                | - | -                    | -                    | -                    |                      |                      |
| 2013-2014  | Coyotes de Phoenix                | LNH        | 39  | 2                | 6                | 8                | 53               | -                | - | -                    | -                    | -                    |                      |                      |
| 2014-2015  | Pirates de Portland               | LAH        | 8   | 0                | 0                | 0                | 0                | -                | - | -                    | -                    | -                    |                      |                      |
| 2014-2015  | Monarchs de Manchester            | LAH        | 48  | 1                | 6                | 7                | 167              | 11               | 0 | 0                    | 0                    | 5                    |                      |                      |
| 2015-2016  | Reign d'Ontario                   | LAH        | 35  | 2                | 1                | 3                | 51               | 13               | 1 | 1                    | 2                    | 17                   |                      |                      |
| 2016-2017  | Reign d'Ontario                   | LAH        | 18  | 0                | 3                | 3                | 48               |                  |   |                      |                      |                      |                      |                      |
| Totaux LNH | Totaux LNH                        | Totaux LNH | 202 | 7                | 15               | 22               | 340              | 4                | 0 | 0                    | 0                    | 15                   |                      |                      |

### En équipe nationale
| Année | Compétition                  |   | PJ | B | A | Pts | Pun           |  | Résultat |
| 2003  | Championnat du monde -18 ans | 7 | 0  | 1 | 1 | 0   | Médaille d'or |  |          |